# Peroryctes
Peroryctes är ett släkte i familjen punggrävlingar med två arter som förekommer i Nya Guinea.

## Beskrivning
Med en kroppslängd upp till 56 centimeter (med svans) och en vikt upp till 5 kilogram är de störst i ordningen grävlingpungdjur. Pälsen är lång och jämförelsevis mjuk. Liksom andra grävlingpungdjur har de en långdragen nos, relativ små öron och en lång svans som inte används som gripverktyg. Arterna i släktet har långa bakre extremiteter och kan därför röra sig snabba.
Habitatet utgörs av regnskogar upp till 4 000 meter över havet. Individerna är aktiva på natten och vistas på marken. De sover i självbyggda bon av kvistar och gräs. Peroryctes är allätare som livnär sig av insekter och andra ryggradslösa djur, mindre ryggradsdjur samt av frukter.
Dräktigheten varar i 15 dagar och sedan föds upp till 6 ungar. Efter ungefär 60 dagar slutar honan att ge di och några dagar senare lämnar ungdjuren sin moder. Livslängden uppskattas med 2,5 till 3,5 år.
I släktet skiljs mellan två arter:
- Peroryctes raffrayana lever i hela Nya Guinea samt på mindre öar i närheten. Pälsen är på ovansidan mörkbrun och uppvisar ibland svarta teckningar. Undersidan är ljusare, gul till ljusbrun. Arten blir 18 till 38 centimeter lång och därtill kommer en 11 till 23 centimeter lång svans. Vikten ligger mellan 650 och 1000 gram. Habitatet ligger 500 till 4000 meter över havet.[1]
- Peroryctes broadbenti förekommer i sydöstra Nya Guinea. Ovansidan är mörkbrun, sidorna har röda skuggor och buken är vitaktig. Kroppslängden ligger mellan 39 och 56 centimeter, svanslängden mellan 12 och 33 centimeter och vikten når ibland 5 kilogram.[1]

Båda arter hotas genom habitatförlust och jakt för köttets skull. Peroryctes raffrayana är jämförelsevis talrik och listas av IUCN som livskraftig (least concern), Peroryctes broadbenti är sällsynt och listas som starkt hotad (endangered).